# Qilian

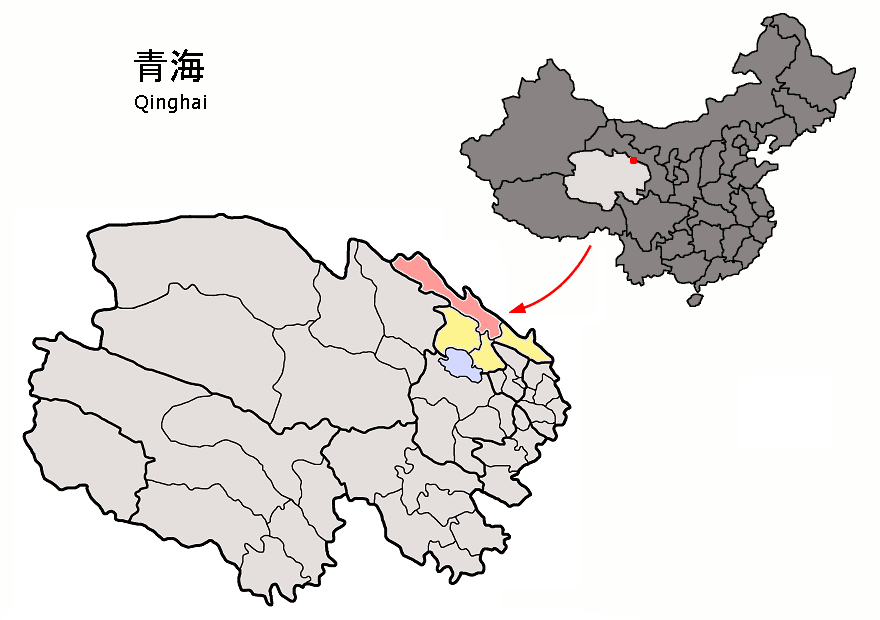
Lage Qilians (rosa) in Haibei (gelb)

Qilian (祁连县; Pinyin: Qílián Xiàn) ist ein Kreis des Autonomen Bezirks Haibei der Tibeter im Nordosten der chinesischen Provinz Qinghai. Er hat eine Fläche von 13.855 km² und zählt 48.538 Einwohner (Stand: Zensus 2020). Sein Hauptort ist die Großgemeinde Babao (八宝镇). Auf Grund des chinesischen Atomprogramms sind weite Teile der Provinz militärisches Sperrgebiet, darunter auch der Hauptort Babao.

## Administrative Gliederung
Auf Gemeindeebene setzt sich der Kreis aus drei Großgemeinden und vier Gemeinden zusammen. Diese sind (Pinyin/chin.):
- Großgemeinde Babao 八宝镇
- Großgemeinde Ebao 峨堡镇
- Großgemeinde Mole 默勒镇

- Gemeinde Kekeli 柯柯里乡
- Gemeinde Arou 阿柔乡
- Gemeinde Zhamashi 扎麻什乡
- Gemeinde Yeniugou 野牛沟乡

## Ethnische Gliederung der Bevölkerung (2000)
Beim Zensus im Jahr 2000 hatte Qilian 45.394 Einwohner.
| Name des Volkes | Einwohner | Anteil  |
| --------------- | --------- | ------- |
| Hui             | 15.713    | 34,61 % |
| Tibeter         | 13.462    | 29,66 % |
| Han             | 9.915     | 21,84 % |
| Mongolen        | 4.429     | 9,76 %  |
| Tu              | 911       | 2,01 %  |
| Salar           | 760       | 1,67 %  |
| Yugur           | 62        | 0,14 %  |
| Bonan           | 61        | 0,13 %  |
| Dongxiang       | 36        | 0,08 %  |
| Manju           | 28        | 0,06 %  |
| Zhuang          | 4         | 0,01 %  |
| Sonstige        | 13        | 0,03 %  |